# جون روجرز (سياسي أيرلندي)
جون روجرز (بالإنجليزية: John Rogers)‏ هو محامي وسياسي أيرلندي، ولد في 11 سبتمبر 1947. انتخب المدعي العام لأيرلندا (1984 – 1987).